# Wyandotte County
Wyandotte County är ett administrativt område i delstaten Kansas, USA. År 2010 hade countyt  157 505 invånare. Den administrativa huvudorten (county seat) är Kansas City.

## Geografi
Enligt United States Census Bureau har countyt en total area på 403 km². 392 km² av den arean är land och 11 km² är vatten.

### Angränsande countyn
- Platte County, Missouri - norr
- Clay County, Missouri - nordost
- Jackson County, Missouri - öst
- Johnson County - söder
- Leavenworth County - väst

### Orter
- Bonner Springs (delvis i Johnson County, delvis i Leavenworth County)
- Edwardsville
- Kansas City (huvudort)
- Lake Quivira (delvis i Johnson County)